# Lágrimas de rabia
Lágrimas de rabia es el duodécimo disco del grupo de punk rock español Boikot, procedente de Madrid. 
Su lanzamiento se realizó el día 1 de octubre de 2012. Fue publicado por la discográfica valenciana Maldito Records.
El álbum fue editado en formato digipack, y está compuesto por  un CD y un DVD.

## Lista de canciones[5][6]
1. Sin tiempo para respirar
2. Enloquecer
3. Lágrimas de rabia
4. Gasolina, vidrio y mecha
5. Golpear de pie
6. Naita na
7. Botes de humo
8. Quiero volver
9. Sexo, drogas y rocanrol
10. Que no nos vengan a engañar
11. Instinto animal
12. Acompáñame
13. Mi ciudad ruidosa y gris